# Novaer
Novaer é uma empresa brasileira com sede em São José dos Campos, no estado de São Paulo, fabrica de aeronaves militares e equipamentos aeronáuticos.

## História
A companhia foi fundada em 1999 pelo engenheiro aeroespacial Luiz Paulo Junqueira. A Novaer desenvolve e fábrica aeronaves civis e militares e é também um dos maiores importadores do sistema de trem de pouso do Embraer Tucano. Em 2013, começaram os planos para a produção do Novaer T-Xc, com um único design e duas versões, ambas baseadas no Novaer K-51, desenvolvido pelo mundialmente famoso designer Joseph Kovács. Uma das versões é um avião de instrução militar básica, foi desenvolvido visando não somente a Força Aérea Brasileira como outras forças aéreas, e a outra versão foi concebida para aviação geral.
O T-Xc, foi avaliada pela Força Aérea Brasileira como possível substituto do Neiva Universal, o atual avião de instrução primária e básica da Academia da Força Aérea.

## Calidus B-250

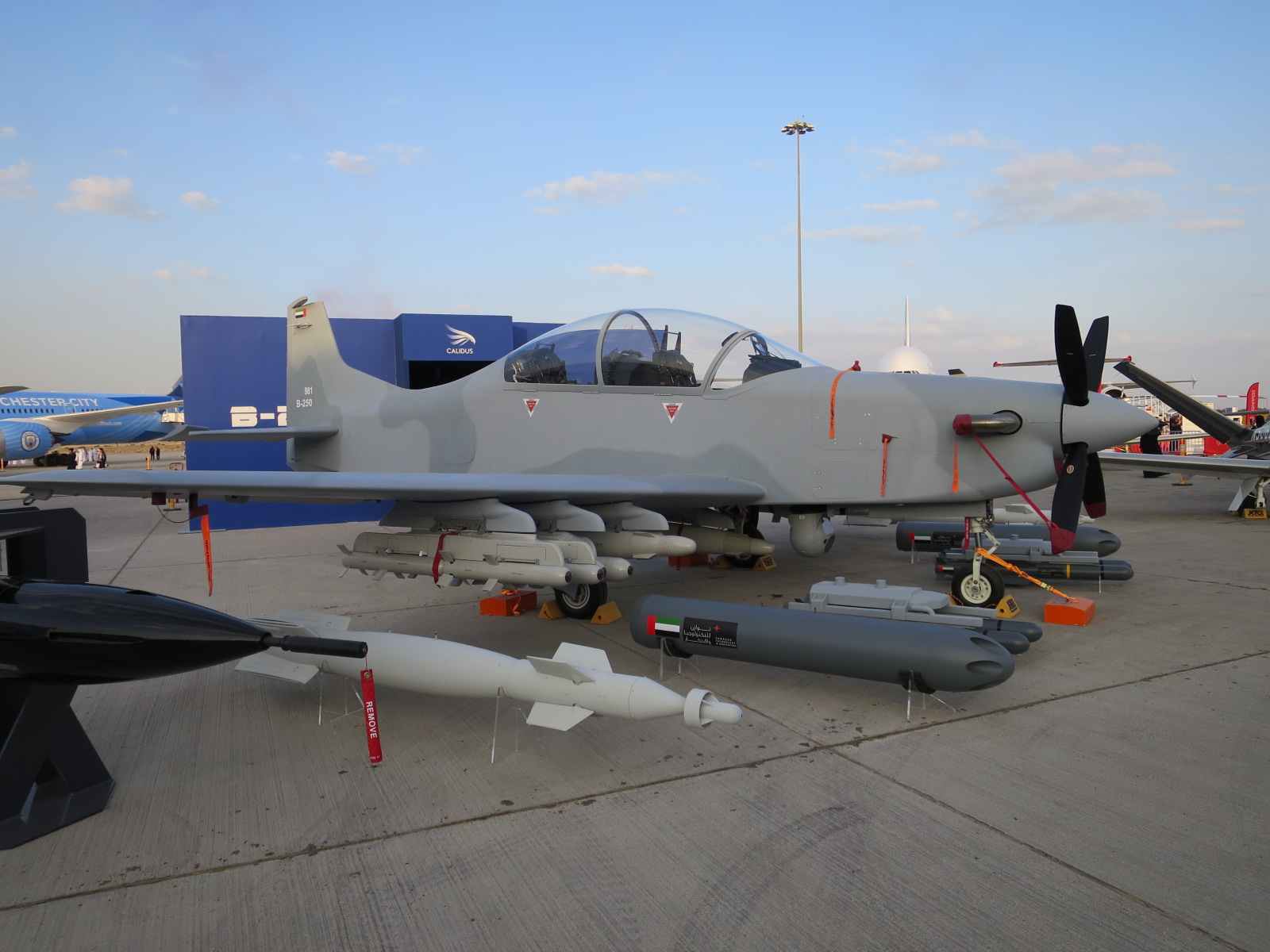
Calidus B-250 no Dubai Air Show 2019

O Calidus B-250 é a nova geração de aeronaves de ataque leve / treinamento desenvolvida pela Novaer, Rockwell Collins e Pratt & Whitney Canada. O B-250 criado e desenvolvido no Brasil pela Novaer que construiu dois protótipos sob contrato com a Calidus, uma empresa do Emirados Árabes Unidos.

## Produtos
- Novaer T-Xc
- Novaer U-Xc Stardream
- Novaer K-51 Peregrino